# Rodrigo Dourado
Rodrigo Dourado Cunha, född 17 juni 1994, är en brasiliansk fotbollsspelare som spelar för Internacional.

## Landslagskarriär
Rodrigo var en del av Brasiliens trupp som tog guld vid olympiska sommarspelen 2016.